# 神奈川縣立圖書館

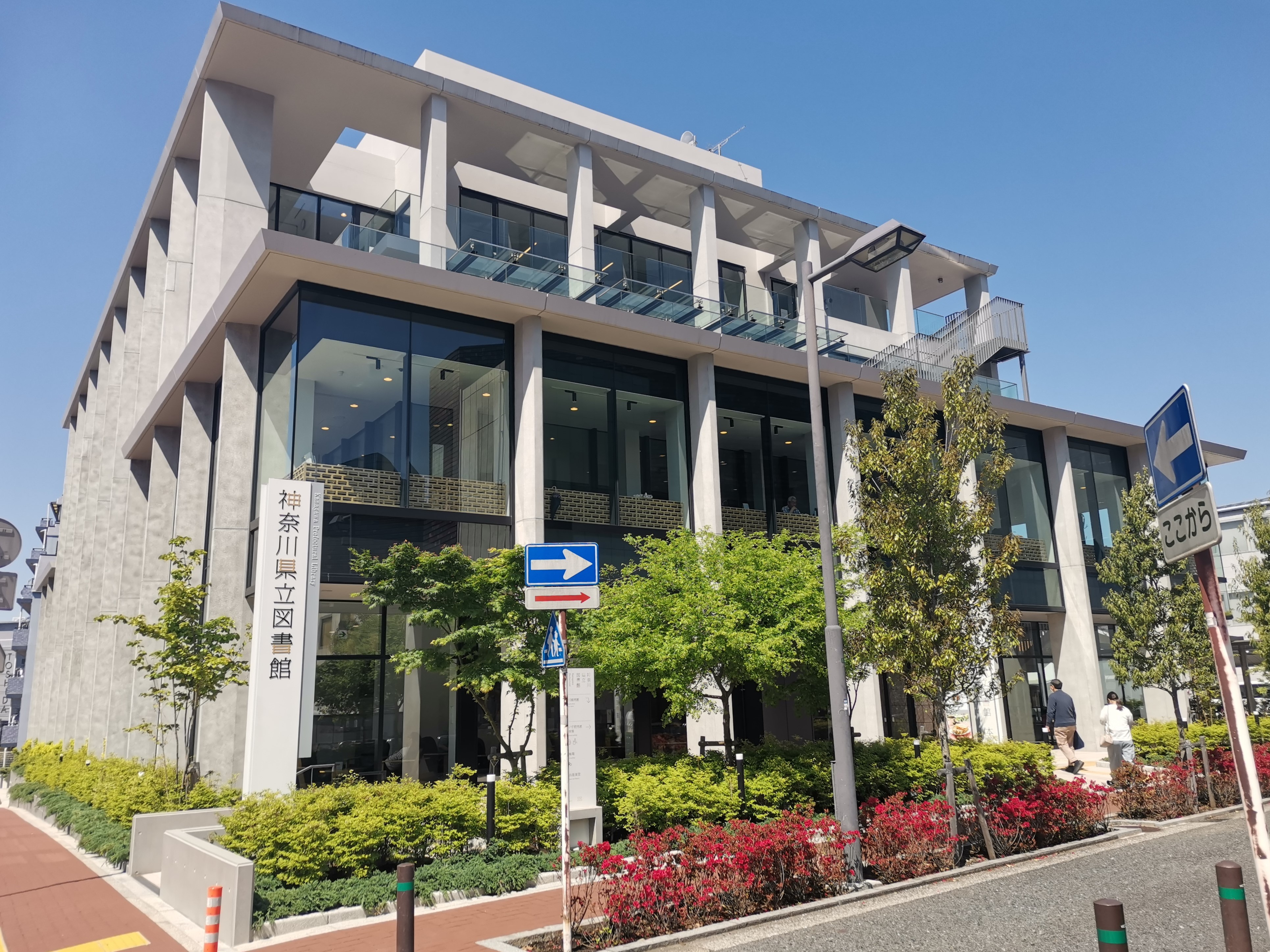

神奈川縣立圖書館（日语：／ Kanagawa kenritsu toshokan */?）是日本神奈川縣設立的公共圖書館。2024年時，藏書數有1,233,043冊。

## 历史
這座圖書館於1954年設立於橫濱市，在1958年於川崎市設立了神奈川縣立川崎圖書館。位於橫濱的本館建築由前川國男設計。神奈川縣立圖書館本館自2020年10月開始修建新棟，並在2022年9月開設新館，同時啟用了新標誌。舊本館則更名為前川國男館。

## 外部連結
- 神奈川県立図書館・県立川崎図書館 （页面存档备份，存于）
- 神奈川県立川崎図書館（1） （页面存档备份，存于） - ジャパンナレッジによる司書へのインタビュー